# Kyle Lightbourne
Kyle Lightbourne (Hamilton, 29 settembre 1968) è un allenatore di calcio, crickettista ed ex calciatore britannico, di ruolo attaccante, commissario tecnico della Nazionale bermudiana.

## Carriera

### Calcio

#### Giocatore

##### Club
Ha cominciato a giocare al PHC Zebras. Nel 1992 è passato al Scarborough. Nel 1993 è stato acquistato dal Walsall. Nell'estate 1997 si è trasferito al Coventry City. Nel gennaio 1998 è stato ceduto in prestito al Fulham. Il mese successivo è stato acquistato dallo Stoke City. Nel 2001, dopo aver giocato in prestito per lo Swindon Town e per il Cardiff City, si è trasferito al Macclesfield Town. Nel 2002 è stato ceduto in prestito all'Hull City. Tornato al Macclesfield Town, riesce a trovare maggiore continuità. Nel 2003 viene ceduto al PHC Zebras. Ha concluso la propria carriera da calciatore nel 2009, dopo aver giocato per due anni al Bermuda Hogges.

##### Nazionale
Ha debuttato in Nazionale nel 1992. Ha collezionato in totale, con la maglia della Nazionale, 40 presenze e 16 reti.

#### Allenatore
Ha cominciato la propria carriera da allenatore nel 2010, alla guida del PHC Zebras. Nel 2011 è diventato preparatore atletico del Walsall. Nella stagione 2012-2013 ha allenato il Robin Hood. Dal 2015 al 2016 è stato commissario tecnico della Nazionale Under-20 bermudiana. Nel 2016 è diventato vice commissario tecnico della Nazionale maggiore. Nel 2017 viene nominato commissario tecnico della Nazionale bermudiana, in sostituzione del duo Bascome-Brown.

### Cricket
Fra il 1990 e il 1991 ha giocato nella Nazionale bermudiana di cricket. Ha partecipato, con la Nazionale, alla ICC Trophy 1990.